# Krikkenius smeenki
Krikkenius smeenki là một loài bọ cánh cứng trong họ Bọ hung (Scarabaeidae).